# Olieg Achrem
Olieg Achrem (wcześniej Aleh Achrem, błr. Алег Ахрэм; ur. 12 marca 1983 w Grodnie) – białoruski siatkarz z polskim obywatelstwem występujący na pozycji przyjmującego.
Z greckim zespołem Iraklis Saloniki dotarł do finału Ligi Mistrzów w sezonie 2008/2009.
Jest kapitanem reprezentacji Białorusi.
5 stycznia 2011 roku otrzymał polskie obywatelstwo, a 17 stycznia władze Profesjonalnej Ligi Piłki Siatkowej przyznały mu status zawodnika krajowego
Po otrzymaniu polskiego obywatelstwa Aleh Achrem zmienił imię i nazwisko na Olieg Achrem.
4 kwietnia 2014 r., podczas półfinału PlusLigi doznał poważnej kontuzji zerwania więzadeł krzyżowych.
W maju 2020 zakończył karierę sportową.

## Sukcesy klubowe
Mistrzostwo Białorusi:
- 2002, 2003, 2005, 2006, 2007
- 2001, 2004

Puchar Białorusi:
- 2004, 2005, 2006

Superpuchar Grecji:
- 2007, 2008

Mistrzostwo Grecji:
- 2008

Ligi Mistrzów:
- 2009, 2015

Mistrzostwo Polski:
- 2012, 2013, 2015
- 2014, 2016
- 2010, 2011

Puchar CEV:
- 2012

Superpuchar Polski:
- 2013

Mistrzostwo Turcji:
- 2017